# UEFA Amateur Cup
Der UEFA Amateur Cup war ein auf Vorschlag der UEFA-Kommission für Amateurfußball und nach Zustimmung des UEFA-Exekutivkomitees 1965 aus der Taufe gehobener und 1966 erstmals ausgetragener internationaler Wettbewerb für europäische Amateur-Fußballnationalmannschaften. Wegen der Probleme, den Status eines Amateurspielers zu definieren – Ausschluss ehemaliger Ostblockstaaten, deren Spitzensportler als Amateure galten und Ausschluss der skandinavischen Verbände, deren oberste Ligen Amateurklassen waren – nahmen nur zwölf der seinerzeit bestehenden 33 UEFA-Verbände an dem Wettbewerb teil.
In vier Qualifikationsgruppen zu je drei Teams wurden die vier Sieger in Hin- und Rückspielen zwischen Februar und Dezember eines Jahres ermittelt. Die Endrunde, bestehend aus Halbfinale, Spiel um den 3. Platz und Endspiel, fand mit den vier Gruppensiegern im darauffolgenden Jahr im Land des gastgebenden Verbandes – zwischen 1967 und 1978 (ab 1970 alle vier Jahre) wechselnd – statt.
Da bei der vierten Austragung nur zehn Verbände Mannschaften für die Qualifikation gemeldet hatten, wurde das Turnier zum letzten Mal ausgetragen.
Erster Gewinner des Wettbewerbs war die Nationalmannschaft Österreichs, die am 18. Juni 1967 in Palma die Nationalmannschaft Schottlands mit 2:1 bezwang. Letzter Gewinner war die Nationalmannschaft Jugoslawiens, die am 15. Mai 1978 in Athen die Nationalmannschaft Griechenlands mit 2:1 n. V. bezwang.

## Die Turniere im Überblick
| Jahr | Gastgeber    | Finale                     | Finale                                                                                         | Finale                                                                                         | Spiel um Platz 3 | Spiel um Platz 3                  | Spiel um Platz 3 |
| Jahr | Gastgeber    | Sieger                     | Ergebnisse                                                                                     | 2. Platz                                                                                       | 3. Platz         | Ergebnisse                        | 4. Platz         |
| ---- | ------------ | -------------------------- | ---------------------------------------------------------------------------------------------- | ---------------------------------------------------------------------------------------------- | ---------------- | --------------------------------- | ---------------- |
| 1967 | Spanien      | Österreich                 | 2:1                                                                                            | Schottland                                                                                     | Spanien          | 2:0                               | Türkei           |
| 1970 | Italien      | Spanien                    | 1:1 n. V. Wiederholung 2:1                                                                     | Niederlande                                                                                    | Jugoslawien      | 3:0                               | Italien          |
| 1974 | Jugoslawien  | Jugoslawien BR Deutschland | geteilter Titel (Endspiel konnte wegen Unbespielbarkeit des Platzes nicht ausgetragen werden.) | geteilter Titel (Endspiel konnte wegen Unbespielbarkeit des Platzes nicht ausgetragen werden.) | Spanien          | 2:2 n. V. im Elfmeterschießen 4:2 | Niederlande      |
| 1978 | Griechenland | Jugoslawien                | 2:1 n. V.                                                                                      | Griechenland                                                                                   | BR Deutschland   | 3:0                               | Irland           |